# 2005 TC51 (planetka)
2005 TC51 je planetka patřící do Apollonovy skupiny. Spadá současně mezi objekty pravidelně se přibližující k Zemi (NEO). Její dráha však prozatím není definitivně stanovena, proto jí nebylo dosud přiděleno katalogové číslo.

## Popis objektu
Vzhledem k tomu, že byla pozorována pouze jeden den během mimořádného přiblížení k Zemi, nestihli astronomové provést spektroskopický výzkum. Proto o jejím chemickém složení není nic známo. Její průměr je odhadován na základě hvězdné velikosti a protože není známo ani albedo jejího povrchu, je proto značně nejistý. Také parametry dráhy nejsou zatím dostatečně přesné, takže její znovuobjevení při budoucích návratech do blízkosti Země bude značně obtížné.

## Historie
Planetku objevili 12. října 2005 kolem 06:08 světového času (UTC) na Lincoln Laboratory Observatory jednometrovým dalekohledem s CCD kamerou v rámci programu LINEAR astronomové M. Bezpalko, L. Manguso, D. Torres, R. Kracke, A. Milner a H. Love. Dne 14. října 2005 v 20:30 UTC prolétla rychlostí 9,25 km/s v minimální vzdálenosti 568 tis. km od středu Země. 

## Výhled do budoucnosti
Ze znalosti současných elementů dráhy planetky vyplývá, že minimální vypočítaná vzdálenost mezi její drahou a dráhou Země činí 531 tis. km. Nejbližší přiblížení k Zemi na vzdálenost 10,1 mil. km se očekává 16. října 2006. V tomto století dojde ještě k dalším přiblížením tohoto tělesa k Zemi, a to každoročně v dubnu až květnu 2019 až 2024 a pak v září až říjnu 2087 až 2094. Větší přiblížení na 920 tis. km nastane 14. října 2089. 
Dlouhé série každoročních přiblížení jsou dány okolností, že oběžná doba této planetky kolem Slunce je jen o několik dní delší, než jeden rok.
Přestože objekt patří k blízkozemním planetkám, nemůže Zemi ohrozit.